# タタル部

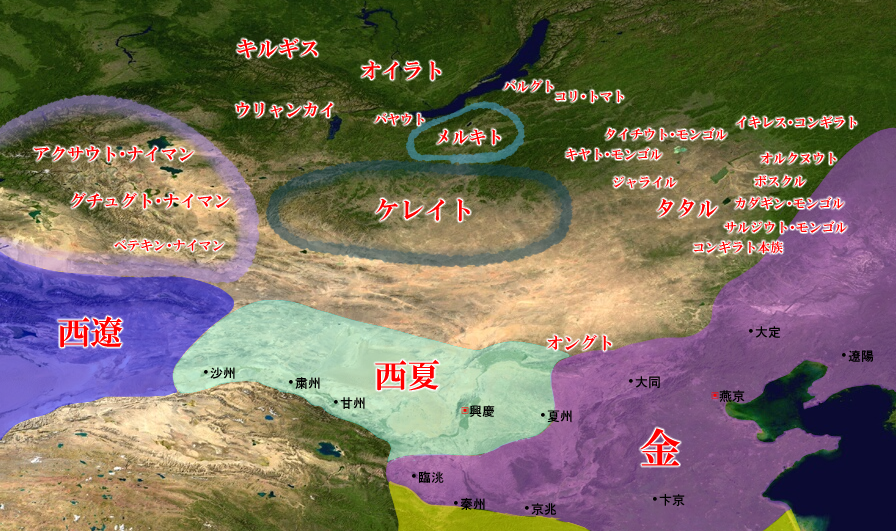
12世紀のモンゴル高原の諸部族

タタル部（塔塔児、Tatar）は、モンゴル帝国以前にモンゴル高原東部に存在したモンゴル系遊牧民族。『元史』などでは塔塔児、『集史』ではQaum Tātārと記される。チンギス・カンによって滅ぼされたが、その名は遊牧騎馬民族の代名詞となり、ヨーロッパに広まってタタールと呼ばれるようになる。また、宋代以降から漢化したオングト部が「白韃靼」と呼ばれたのに対し、漢化していないタタルをはじめとする諸部族を「黒韃靼」と呼んだ。タタール部とも表記される。

## 歴史

### 起源
タタルの起源はモンゴル部同様に、6世紀から10世紀にかけて中国東北部に存在した室韋であり、8世紀に突厥によって刻まれた『オルホン碑文』にある「三十姓（オトゥズ）タタル Otuz Tatar」もこれにあたる。

### モンゴル部との争いの始まり
モンゴル部のキヤト氏のカブル・カンは妻のカラルク(Qarālqū)の兄弟であるサイン・テキン(Sāīn Tīkīn)が病気になったので、これを治すためにタタル部族のチャルキル・ノドイ(Charqil Nūdūī)という名のカム（巫者、シャーマン）を招いた。しかし、その巫術もむなしくサイン・テキンが亡くなったので、サイン・テキンの一族はそのカムを追いかけて殺してしまう。これ以降モンゴル部族とタタル部族との間に敵対心が生まれ、多年にわたって慢性的に戦闘・略奪が行われるようになった。
モンゴルのアンバガイ・カンがブイル湖とコレン湖の間のウルシウン河のふもとに住むタタルのアイリウト・ビルウトという氏族に娘を与えるため、自ら娘を送りに行ったが、タタルの乣の民（ジュイン・イルゲン）によって捕えられ、金帝国の皇帝のもとへと連行されて処刑された。これにより、後を継いだクトラ・カンはアンバガイ・カンの仇をとるため、カダアン・タイシとともにタタルのコトン・バラガとジャリ・ブカの所へ攻め込んだ。一方、モンゴルのイェスゲイ・バアトルはタタルのテムジン・ウゲとコリ・ブカという二人の頭とその民を捕えた。折しもイェスゲイに長男が生まれたため、捕えた敵将にちなみ、「テムジン」と名付けた。これが後のチンギス・カンとなる。テムジンが九歳になった年、イェスゲイはのどが渇いていたので、近くのタタル部の宴会に潜り込み、飲み物を分けてもらった。しかし、テムジン・ウゲとコリ・ブカの怨みがあったタタル部民は飲み物に毒を仕込んでやり、イェスゲイを毒殺した。その後しばらくはモンゴル部内の分裂があって両者の争いは一時沈静化する。

### ウルジャ河の戦い
1196年、テムジンがキヤト氏族のカンとして即位した頃、タタル部の首長メグジン・セウルトゥらが金朝の議に従わないということで、皇帝の命を受けた王京丞相（オンギン・チンサン、完顔襄）が軍勢を率いてタタル討伐を始めた。これを聞いたテムジンは父の仇を討つ絶好の機会と考え、同盟者であるケレイトのトオリル・カン（後のオン・カン）とともにタタルのメグジン・セウルトゥの所へ攻め入った。メグジン・セウルトゥは砦を築いて籠城していたが、テムジンらに捕えられ、その場で殺害された。これを聞いた王京丞相は大いに喜び、テムジンに「ジャウト・クリ」という称号を、トオリル・カンには「オン（王）」という称号を与え、以来トオリル・カンはオン・カンと呼ばれるようになった。

### 反テムジン同盟
1201年、カタギン氏とサルジウト氏はドルベン氏、タタル部、イキレス氏、コンギラト部、コルラス氏、ナイマン部、メルキト部、オイラト部、タイチウト氏（ボルジギン氏の一派）らと同盟して、ジャダラン氏のジャムカをグル・カンに戴いてテムジン・カン、オン・カンに対し戦争を仕掛けた。タタル部からはアルチ氏のジャリン・ブカがこれに参加した。

### タタル部の滅亡
1202年、タタル部のチャガン氏、アルチ氏、ドタウト氏、アルクイ氏らはテムジン・カンとダラン・ネムルゲスの地で戦ったが敗北し、ウルクイ川、シルゲルジト川の河畔でそのほとんどが捕虜となり、ことごとく根絶やしにされた。
タタル部族はチンギス・カンの父の仇であり、祖先の敵であったため、チンギス・カンは一人も生かしておかないよう命令し、女・子供はもちろん妊婦の腹を裂いてまで根絶やしにしていった。中にはチンギス・カンと親族の関係にあるタタル部出身者もいたが、その多くも殺された。そのため誰一人として、彼らを庇護したりせず、タタル人であっても自らの正体を明かしたりはしなかった。しかし、チンギス・カン自身もイェスルンとイェスゲンという2人の妃を娶ったし、チンギス・カンの弟であるジョチ・カサルもタタル部人の妻を娶っていた。チンギス・カンはジョチ・カサルにタタル部人1千人を殺すよう命じたが、ジョチ・カサルは妻のこともあり、半分の500人を殺して500人は匿った。こういうこともあって何人かのタタル部人は生き残ることができ、後の時代にはモンゴル帝国の譜代家人（オテグ・ボコル）に準ずる地位になる者もあらわれた。

## 構成氏族
『元朝秘史』によると、タタル部族には以下の4氏族があるという。
- アルチ(Alči)
- チャガン(Čaγan)
- ドタウト(Duta'ud)
- アルクイ(Aluqui)

一方、『集史』では以下の計6氏族が数えられている。
- トトクリウト(Tūtūqlī'ūt)
- アルチ(Ālčī)
- チャガン(Čaγān)
- クイン(Kūyīn)
- テレイト(Terēīt)
- バルクイ(Barqūī)

## 参考資料
- ドーソン（訳注：佐口透）『モンゴル帝国史1』（1989年、平凡社、ISBN 4582801102）
- 訳注：村上正二『モンゴル秘史1 チンギス・カン物語』（平凡社、1970年、ISBN 4582801633）
- 訳注：村上正二『モンゴル秘史2 チンギス・カン物語』（平凡社、1972年、ISBN 4582802095）
- 志茂碩敏『モンゴル帝国史研究 正篇』（東京大学出版会、2013年）